# Gladiolus juncifolius
Gladiolus juncifolius är en irisväxtart som beskrevs av Peter Goldblatt. Gladiolus juncifolius ingår i släktet sabelliljor, och familjen irisväxter. Inga underarter finns listade i Catalogue of Life.